# Carl Raddatz

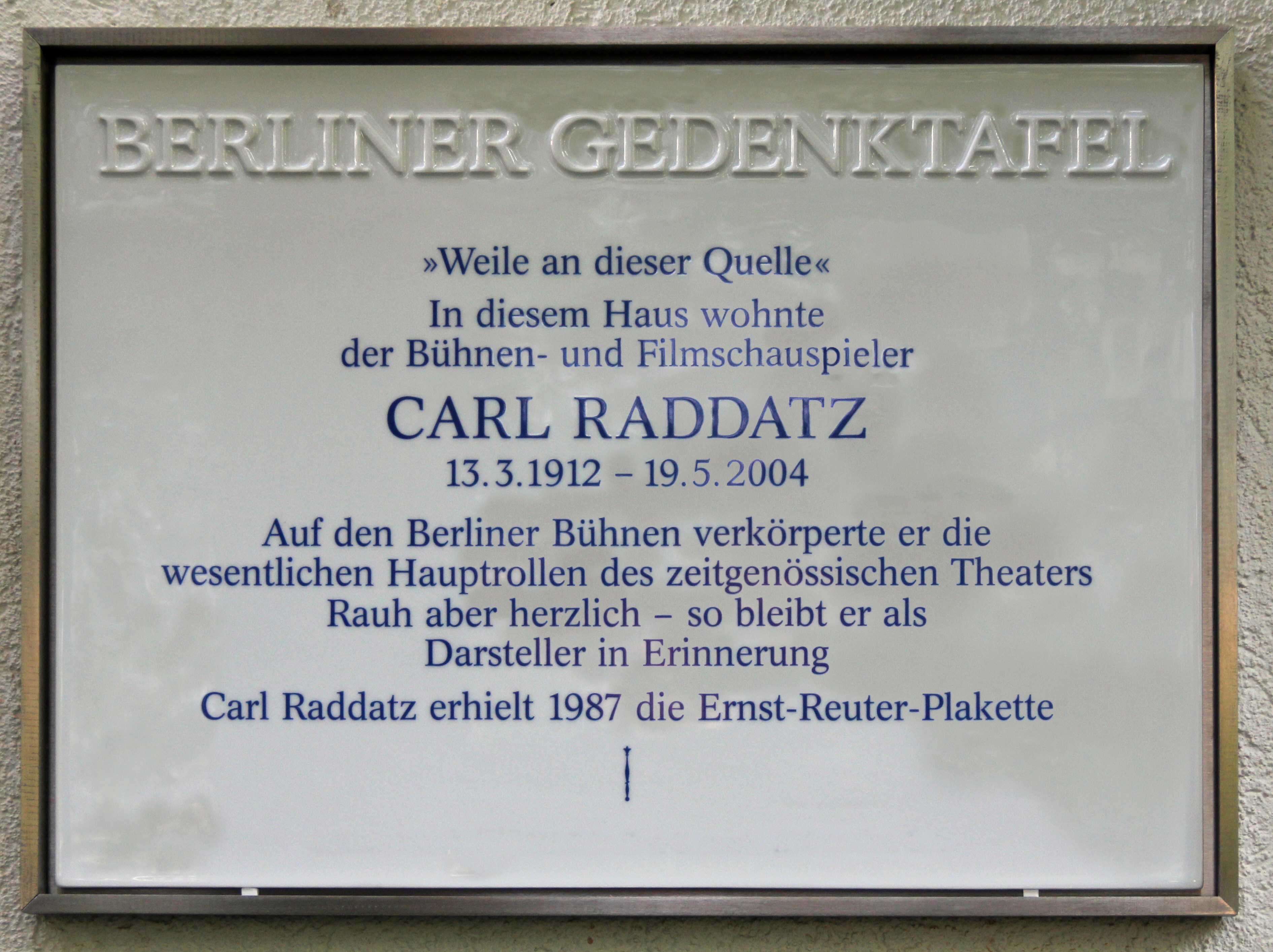
Berliner Gedenktafel am Haus, Am Schülerheim 6, in Berlin-Dahlem

Carl Raddatz, eigentlich Karl Werner Fritz Raddatz, (* 13. März 1912 in Mannheim; † 19. Mai 2004 in Berlin) war ein deutscher Film- und Theaterschauspieler sowie Synchronsprecher.

## Leben

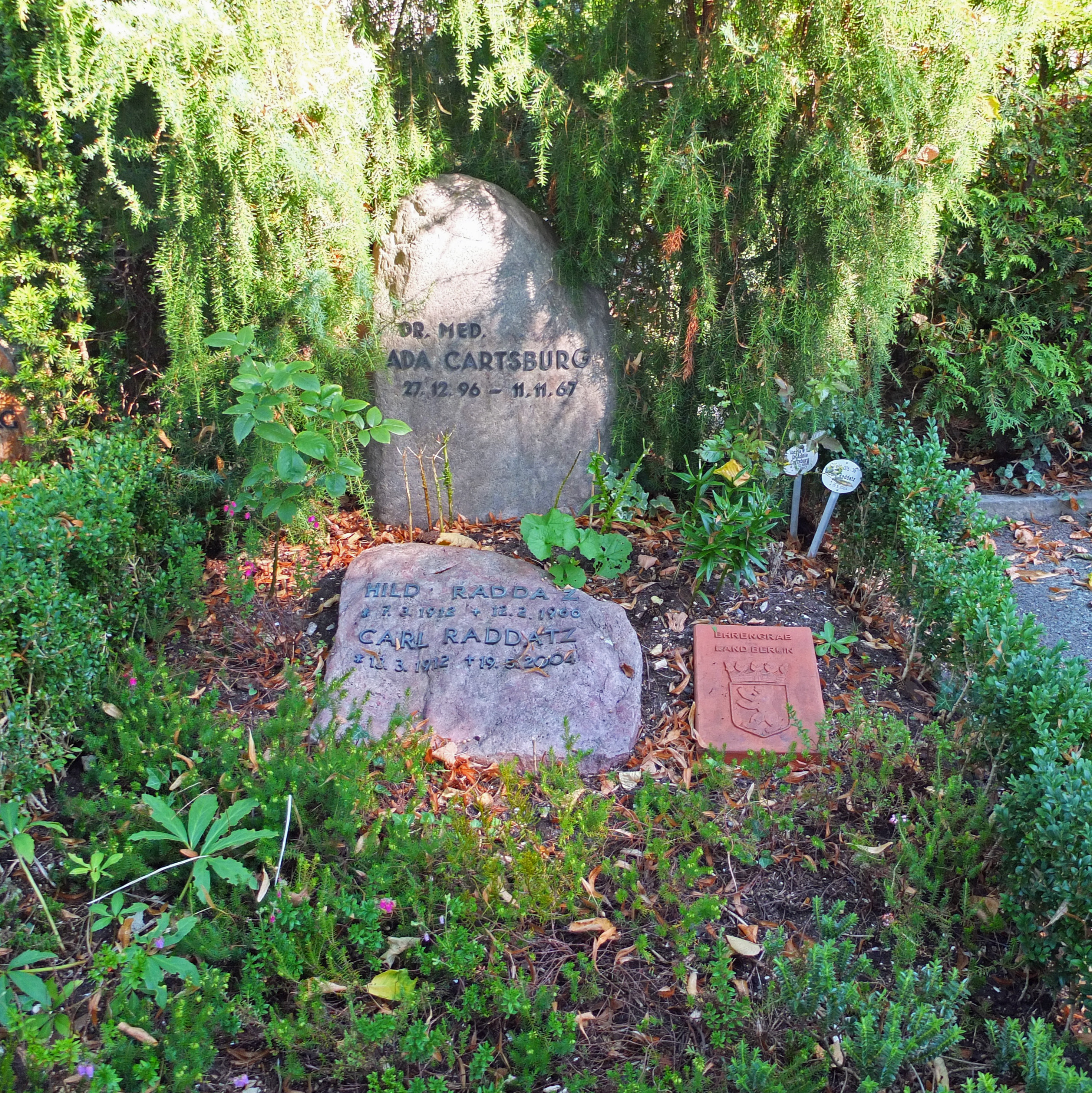
Grabstätte

Raddatz wurde am 31. März 1912 in Mannheim evangelisch getauft. Seine Eltern waren der Versicherungsbeamte Karl Hermann Raddatz aus Magdeburg und Luisa Elisabetha Nußbickel aus Mannheim. In Mannheim nahm Raddatz Schauspielunterricht. Durch Willy Birgel kam er an das Nationaltheater Mannheim. Er spielte danach in Aachen, Darmstadt und Bremen.
1937 verpflichtete ihn die UFA in Potsdam-Babelsberg für den Film Urlaub auf Ehrenwort. Es folgten die UFA-Produktionen Zwölf Minuten nach Zwölf (1939), Zwielicht (1940), Immensee (1943), Opfergang (1944) und Unter den Brücken (1944/46). Er wirkte auch in NS-Propagandafilmen wie Wunschkonzert (1940), Heimkehr (1941) und Stukas (1941) mit. Raddatz stand 1944 in der Gottbegnadeten-Liste des Reichsministeriums für Volksaufklärung und Propaganda.
Nach dem Zweiten Weltkrieg wurde Raddatz in Rosen im Herbst (1955), Nacht der Entscheidung unter Regisseur Falk Harnack (1956) und Made in Germany (1957) zum Publikumsliebling. 1975 drehte er mit Jeder stirbt für sich allein seinen letzten Kinofilm. 1979 kehrte er als Konsul in der Thomas-Mann-Verfilmung Die Buddenbrooks zurück.
Raddatz gehörte zum Ensemble der Staatlichen Schauspielbühnen Berlin, trat im Schiller- und Schlossparktheater in Des Teufels General von Carl Zuckmayer und Warten auf Godot von Samuel Beckett auf. 1963 wurde er zum Berliner Staatsschauspieler ernannt, 1972 zum Ehrenmitglied der Staatlichen Bühnen. In den 1950er und 1960er Jahren synchronisierte er auch ausländische Filmproduktionen. Raddatz lieh dabei unter anderem Humphrey Bogart, Robert Taylor, Burt Lancaster und Lee Marvin seine Stimme.
1972 wurde ihm das Verdienstkreuz 1. Klasse der Bundesrepublik Deutschland verliehen. 1979 für sein Lebenswerk das Filmband in Gold. 1987 bekam er die Ernst-Reuter-Plakette des Landes Berlin.
Raddatz war drei Mal verheiratet, in erster Ehe mit Hannelore Schroth. Sein Grab befindet sich auf dem Friedhof Dahlem im Feld 005-35, seit November 2010 ist es ein Ehrengrab des Landes Berlin.
An seinem ehemaligen Wohnhaus, Am Schülerheim 6, in Berlin-Dahlem, wurde am 21. August 2012 eine Berliner Gedenktafel angebracht.

## Filmografie
- 1938: Liebelei und Liebe
- 1938: Urlaub auf Ehrenwort
- 1938: Verklungene Melodie
- 1939: Befreite Hände
- 1939: Silvesternacht am Alexanderplatz
- 1939: Wir tanzen um die Welt
- 1939: Zwölf Minuten nach Zwölf
- 1940: Golowin geht durch die Stadt
- 1940: Wunschkonzert
- 1940: Zwielicht
- 1941: Heimkehr
- 1941: Stukas
- 1941: Über alles in der Welt
- 1942: Der 5. Juni
- 1943: Immensee
- 1944: Das war mein Leben
- 1944: Eine Frau für drei Tage
- 1944: Opfergang
- 1944/46: Unter den Brücken
- 1945: Die Schenke zur ewigen Liebe
- 1947: Zugvögel
- 1947: In jenen Tagen
- 1947: Und finden dereinst wir uns wieder… (Sprecher)
- 1949: Wohin die Züge fahren
- 1950: Der Schatten des Herrn Monitor
- 1950: Epilog – Das Geheimnis der Orplid
- 1950: Gabriela
- 1950: Schatten der Nacht
- 1950: Taxi-Kitty
- 1952: Gift im Zoo
- 1952: Türme des Schweigens
- 1953: Geliebtes Leben
- 1953: Regina Amstetten
- 1954: Geständnis unter vier Augen
- 1955: Oase (Oasis)
- 1955: Rosen im Herbst
- 1956: Das Mädchen Marion
- 1956: Friederike von Barring
- 1956: Nacht der Entscheidung
- 1957: Made in Germany – Ein Leben für Zeiss
- 1958: Das Mädchen Rosemarie
- 1961: Die Pariser Komödie (Fernsehfilm)
- 1962: Verrat auf Befehl (The Counterfeit Traitor)
- 1966: Der Mann, der sich Abel nannte (Fernsehfilm)
- 1971: Die Buddenbrooks (1971)
- 1974: Die preußische Heirat (Fernsehfilm)
- 1976: Jeder stirbt für sich allein
- 1979: Die Buddenbrooks (Fernsehserie)
- 1984: Heute und damals (Fernsehfilm)
- 1985: Ein Heim für Tiere (Fernsehserie, Staffel 1, Folge 3 Komet)
- 1988: Rosinenbomber (Fernsehfilm)
- 1990: Derrick – Solo für vier (Fernsehserie)

## Hörspiele (Auswahl)
Quelle: ARD-Hörspieldatenbank
- 1951: Walter Jensen, Lutz Neuhaus: Zwei im Zwielicht – Regie: Rolf von Goth (NWDR) – Erstsendung: 15. Februar 1951
- 1953: Johannes Hendrich: Minister der neuen Methode – Regie: Erik Ode (RIAS Berlin) – Erstsendung: 6. Mai 1953
- 1954: Friedrich Kolander: Die Stunde Null – Regie: Curt Goetz-Pflug (NWDR) – Erstsendung: 4. März 1954
- ?: Paolo Levi: Notwehr – Regie: Hanns Korngiebel (RIAS Berlin) – Erstsendung: 10. Mai 1954
- 1954: Heinz Oskar Wuttig: Strichweise Regen – Regie: Curt Goetz-Pflug (NWDR) – Erstsendung: 16. Mai 1954
- 1955: Rudolf Hagelstange: Ein jeder Tag – Ballade zum 1. Mai – Regie: Curt Goetz-Pflug (SFB) – Erstsendung: 1. Mai 1955
- 1955: Friedrich von Schiller: Demetrius – Regie: Ludwig Berger (SFB) – Erstsendung: 26. Mai 1955
- 1957: Hermann Sudermann: Die Reise nach Tilsit – Regie: Erich Köhler (SFB) – Erstsendung: 29. September 1957
- 1957: Heinz Oskar Wuttig: Mein Blut für Kapavar – Regie: Curt Goetz-Pflug (SFB) – Erstsendung: 26. November 1957
- 1958: Gerhard Thimm: Oberstreckenwärter Klenke – Regie: Curt Goetz-Pflug (SFB) – Erstsendung: 8. April 1958
- ?: Herman Wouk: Der Lomokome-Bericht – Die Aufzeichnungen des Leutnants Daniel Cunnings – Regie: Curt Goetz-Pflug (SFB) – Erstsendung: 8. Januar 1959
- 1958: Heinz Oskar Wuttig: Klopfzeichen – Regie: Curt Goetz-Pflug (SFB) – Erstsendung: 22. Januar 1959
- ?: Curt Goetz-Pflug: Die Lebensläufe des Herrn Schinowski – Regie: Curt Goetz-Pflug (SFB) – Erstsendung: 9. April 1959
- ?: Heinz Oskar Wuttig: Elfmeter – Regie: Curt Goetz-Pflug (SFB / HR / RB) – Erstsendung: 29. März 1960
- 1961: Hans Scholz: Rund um Krolls Etablissement – Regie: Hermann Schindler (RIAS Berlin) – Erstsendung: 8. November 1961
- ?: Joseph Hayes: Die Stunden nach Mitternacht – Regie: Curt Goetz-Pflug (SFB) – Erstsendung: 21. Januar 1962
- ?: Gerhart Hauptmann: Vor Sonnenuntergang (Theatermitschnitt) – Regie: Boleslaw Barlog (SFB) – Erstsendung: 16. Februar 1962
- ?: Johannes Hendrich: Ein Mann war da – Regie: Curt Goetz-Pflug (SFB) – Erstsendung: 18. September 1962
- 1962: Eduard König: Kopf mit Flossen – Regie: Rolf von Goth (SFB / WDR) – Erstsendung: 1. Januar 1963
- 1962: Eduard König: Der Kopf – Regie: Rolf von Goth (SFB / WDR) – Erstsendung: 8. Januar 1963
- ?: Paul Willems: Phoebus oder die Aalbucht – Regie: Willi Schmidt (RIAS Berlin) – Erstsendung: 9. Januar 1963
- 1962: Bruce Stewart: Das fahle Pferd – Regie: Rolf von Goth (SFB) – Erstsendung: 18. Juni 1963
- 1963: Theodor Fontane: Schach von Wuthenow – Erzählung aus der Zeit des Regiment Gendarmes – Regie: Rolf von Goth (RB / SFB / HR) – Erstsendung: 20. September 1963
- 1963: Hans Ermann: Berlin und Scherl – Regie: Ulrich Gerhardt (RIAS Berlin) – Erstsendung: 4. Dezember 1963
- ?: Freeman Wills Crofts: Der Bahnübergang – Regie: Curt Goetz-Pflug (SFB) – Erstsendung: 22. Dezember 1963
- ?: Helmut Weiß, Fritz von Woedtke: Sophienlund – Regie: Erich Köhler (SFB) – Erstsendung: 19. Mai 1964
- 1964: Carl Zuckmayer: Der Hauptmann von Köpenick – Theater-Ganzmitschnitt – Regie: Boleslaw Barlog (SFB / Schillertheater Berlin) – Erstsendung: 28. September 1964
- ?: Ernst Klein: Der Kampf – Regie: Curt Goetz-Pflug (SFB) – Erstsendung: 16. Februar 1965
- ?: Peter Göbbels: Der Sandmann – ein Traumflug – Regie: Heinz von Cramer (SFB / NDR) – Erstsendung: 30. März 1965
- 1965: Johannes Hendrich: Taubenherbert – Regie: Curt Goetz-Pflug (SFB / SDR) – Erstsendung: 20. April 1965
- 1965: Yasushi Inoue: Das Jagdgewehr – Regie: Gert Westphal (RIAS Berlin) – Erstsendung: 29. September 1965
- 1968: Florian Kienzl: Berlin wie es pfeift und klatscht – Unser Publikum im Theater – Regie: Jörg Jannings (RIAS Berlin) – Erstsendung: 16. September 1968
- 1968: Johannes Hendrich: Übergang – Regie: Rolf von Goth (SFB) – Erstsendung: 4. Januar 1969
- 1970: Julius Tinzmann: Das Klavier (1. Teil) – Regie: Otto Kurth (SFB) – Erstsendung: 20. März 1971
- 1970: Julius Tinzmann: Das Klavier (2. Teil) – Regie: Otto Kurth (SFB) – Erstsendung: 20. März 1971
- 1970: Julius Tinzmann: Das Klavier (3. Teil) – Regie: Otto Kurth (SFB) – Erstsendung: 3. April 1971
- 1971: Hanoch Levin: Die Beule auf der Stirn des Dichters – Regie: Otto Kurth (BR / SFB) – Erstsendung: 6. Dezember 1971
- 1972: Karl Günther Hufnagel: Engelszungen – Regie: Günter Siebert (RB) – Erstsendung: 14. April 1972
- 1972: Paul Barz: Das Wolfsspiel – Regie: Rolf von Goth (SFB) – Erstsendung: 12. August 1972
- 1973: Gert Hofmann: John Jacob Astors letzte Fahrt – Regie: Manfred Marchfelder (RIAS Berlin / SDR) – Erstsendung: 26. März 1973
- 1975: Heinrich von Kleist: Michael Kohlhaas – Regie: Rolf von Goth (SFB) – Erstsendung: 1. November 1975
- 1975: Hans Nerth: Mordgespinst – Regie: Hans Nerth (SFB) – Erstsendung: 30. November 1975
- ?: Wolfdietrich Schnurre: Lasset die Jungens zu mir kommen – Regie: Hans Bernd Müller (SFB) – Erstsendung: ca. Januar 1976
- ca. 1976: Wolfdietrich Schnurre: Mordgespinst – Regie: Hans Bernd Müller (SFB) – Erstsendung: ca. Januar 1976
- 1976: Wolfdietrich Schnurre: Ich brauche dich – Regie: Hans Bernd Müller (SFB / BR) – Erstsendung: 28. Februar 1976
- 1976: Samuel Beckett: Warten auf Godot – Regie: Ulrich Gerhardt (RIAS Berlin) – Erstsendung: 30. August 1976
- 1985: Rolf Schneider: Shakespeares Rosenkriege (1. Teil) – Regie: Rolf Schneider (SFB) – Erstsendung: 25. Dezember 1985
- 1985: Rolf Schneider: Shakespeares Rosenkriege (2. Teil) – Regie: Rolf Schneider (SFB) – Erstsendung: 26. Dezember 1985